# John Hasbrouck Van Vleck

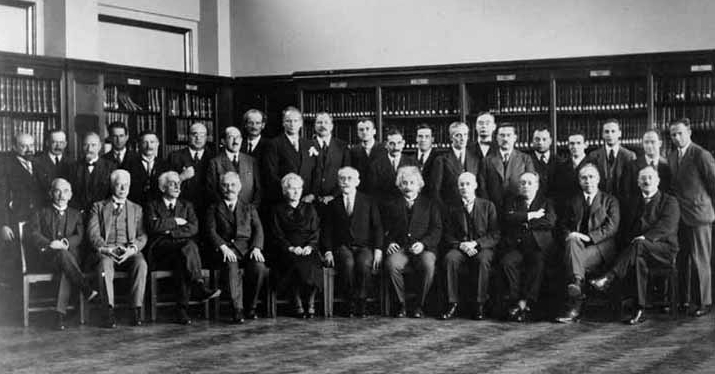
John H. Van Vleck (stehend dritter von rechts) auf der Solvay-Konferenz 1930

John Hasbrouck Van Vleck (* 13. März 1899 in Middletown, Connecticut; † 27. Oktober 1980 in Cambridge) war ein US-amerikanischer Physiker, der sich mit Festkörperphysik beschäftigte. Van Vleck erhielt 1977 zusammen mit Nevill F. Mott und Philip Warren Anderson den Nobelpreis für Physik „für die grundlegenden theoretischen Leistungen zur Elektronenstruktur in magnetischen und ungeordneten Systemen“. Er wurde oft als Vater der modernen Theorie des Magnetismus bezeichnet. und war in den 1920er Jahren ein Pionier der Quantenmechanik in den USA.

## Leben und Werk
Van Vleck stammte aus einer seit dem 17. Jahrhundert in den USA alteingesessenen ursprünglich niederländischen Familie, sein Vater Edward Burr Van Vleck (1863–1943) war seit 1905 Mathematikprofessor an der University of Wisconsin und sein Großvater John Monroe Van Vleck Mathematik- und Astronomieprofessor an der Wesleyan University. Er begann sein Physik-Studium an der University of Wisconsin und studierte danach ab 1920 an der Harvard University, wo er 1921 seinen Masterabschluss machte und 1922 bei Edwin Kemble (einer der wenigen theoretischen Physiker in den USA, die damals Quantentheorie unterrichteten) promoviert wurde, mit einer Arbeit über das Heliumatom in der heute sogenannten älteren Quantentheorie (A Critical Study of Possible Models of the Normal Helium Atom). Danach war er ein Jahr Instructor bei Kemble und ab 1923 Assistant Professor und später Professor an der University of Minnesota. 1928 wurde er Professor an der University of Wisconsin in Madison, bevor er 1934 als Professor für Physik an die Harvard University zurückkehrte, wo er auch nach seiner Emeritierung 1969 wissenschaftlich aktiv blieb. 1943 bis 1945 leitete er in Harvard die Radar Forschungsgruppe und 1945 bis 1949 stand er der Physik-Fakultät vor. 1951 bis 1957 war er dort Dekan der Fakultät für Ingenieurwesen und Angewandte Physik und ab 1951 Hollis Professor of Mathematics and Natural Philosophy.
Er war unter anderem Gastprofessor an der Stanford University (1927, 1934, 1941), an der University of Michigan (1933), der Columbia University (1934), an der Princeton University (1937), der Universität Leiden (als Lorentz Professor 1960) und der Oxford University (1961/62).
1934 wurde Van Vleck in die American Academy of Arts and Sciences gewählt, 1935 wurde er Mitglied der National Academy of Sciences und 1939 American Philosophical Society. 1965 erhielt er den Langmuir-Preis der American Physical Society (deren Präsident er 1952 war) und 1966 die National Medal of Science. 1974 erhielt er die Lorentz-Medaille und 1970 wurde er Ritter der Ehrenlegion. Die Königlich Niederländische Akademie der Wissenschaften nahm ihn 1950 als auswärtiges Mitglied auf. Er war seit 1960 korrespondierendes und seit 1974 auswärtiges Mitglied der Académie des sciences sowie seit 1967 auswärtiges Mitglied (Foreign Member) der Royal Society. 1963 war er der erste Träger des Michelson Award des Case Institute of Technology (Preisvortrag: American Physics comes of age).
Sein Spitzname seit Studententagen war Van. Seit einer längeren krankheitsbedingten Bettlägerigkeit in der Kindheit hatte er ein Faible für Zugpläne, die er dank eines hervorragenden Gedächtnisses auswendig lernte.
Sein Buch Quantum Principles and Line Spectra von 1926 ist noch der alten Quantentheorie verhaftet – er benutzt die sich damals entwickelnde Quantenmechanik dagegen in seinem zweiten Lehrbuch Theory of Electric and Magnetic Susceptibilities von 1932.
Zu seinen Doktoranden gehörten Philip Warren Anderson, Thomas S. Kuhn, Robert Serber und zu seinen Studenten zählten John Bardeen und Walter Brattain.
Ihm zu Ehren sind die Van Vleck Lectures an der University of Minnesota benannt (und zusätzlich nach seiner Frau Abigail, die die Vorlesungsreihe stiftete).

## Schriften
- Quantum Principles and Line Spectra, Bulletin of the National Research Council, Band 10, Teil 4, Nr. 54, Washington D.C. 1926
- The Theory of Electric and Magnetic Susceptibilities, Oxford University Press 1932, Archive
- Quantum mechanics: The key to understanding magnetism, Science, Band 201, 1978, S. 113–120 (Nobel-Vorlesung, auch auf der Nobel-Webseite Online)
- Models of exchange coupling in ferromagnetic media, Reviews of Modern Physics, Band 25, 1953, S. 220–227

Erinnerungen:
- Travels with Dirac in the Rockies, in Salam, Wigner (Hrsg.) Aspects of Quantum Theory, Cambridge University Press 1972
- Reminiscences of the first decade of quantum mechanics, Int. J. Quant. Chemistry, Band 5, 1971, S. 3–20
- Reminiscences of my scientific rapport with R. S. Mulliken, J. Phys. Chem., Band 84, 1980, S. 2091–2095